# Elles de Graaf
Elles de Graaf (* 20. September 1974 in Alkmaar) ist eine international erfolgreiche niederländische Trance-Sängerin und Tänzerin.

## Leben
Elles de Graaf besuchte zunächst die bekannte Musikschule Stichting Amsterdamse Balletacademie von Lucia Marthas, wo sie Show-, Jazz-, Streetdance, Ballett und Akrobatik studierte. Bald trat sie als Tänzerin bei Konzerten, Theatern und Fernsehshows auf und arbeitete als Werbemodell. Sie gründete eine eigene Agentur für Showtanz und Choreographien. Daneben trat sie als Background-Sängerin auf.
Ihren Durchbruch als Sängerin schaffte Elles de Graaf im Jahr 2001, als sie für den Produzenten Armin van Buuren sang, der Vocals für einen seiner Titel The Sound Of Goodbye mit ihr aufnahm. Unter dem Pseudonym Perpetuous Dreamer wurde diese Single international veröffentlicht und erreichte auf Anhieb hohe Chartplatzierungen in vielen Ländern.
Ihre Solokarriere begann Elles de Graaf im Jahre 2003 mit der Veröffentlichung ihrer Solosingle Circles Of Why (Without You) der Produzenten Greg Murray und Robert Gitelman. Seit dieser Single arbeitete sie mit den wichtigsten Trance-DJs zusammen wie Tiësto, Ferry Corsten, Piet Blank, Jaspa Jones (Blank & Jones), sunshine live DJ Charly The Diggerman, Marcel Woods und auch Mike Nichol.
Im Sommer 2011 feierte sie ihr zehnjähriges Bestehen in der Trance-Szene. Anlässlich dazu gab es die Weltpremiere ihrer neuesten Single Tears From The Moon auf dem deutschen Radiosender Sunshine Live. Der Track ist eine Coverversion des bereits vor einigen Jahren erschienenen, gleichnamigen Track von Conjure One feat. Sinéad O’Connor. Anfang Januar 2012 wurde die zweite Single Fallen, im Original von Sarah McLachlan, ebenfalls auf Sunshine Live exklusiv vorgestellt. Auf dem Album befinden sich u. a. noch weitere Remakes wie Innocente (Delerium) und Take Me Away (Into The Night) (4 Strings).

## Diskografie

### Alben
| Titel              | Jahr | Label                     |
| ------------------ | ---- | ------------------------- |
| Trance Classics EP | 2012 | Amsterdam Trance Classics |

### Singles
| Titel                              | Jahr         | Label                                        | Anmerkungen                                             |
| ---------------------------------- | ------------ | -------------------------------------------- | ------------------------------------------------------- |
| The Sound Of Goodbye               | 2001         | Gang Go Music                                | Perpetuous Dreamer                                      |
| Icarus                             | (unreleased) | –                                            | erschienen als: System F feat. Armin v. Buuren - Exhale |
| Dust.wav                           | 2002         | Gang Go Music                                | Perpetuous Dreamer                                      |
| River Confused                     | (unreleased) | –                                            | Perpetuous Dreamer                                      |
| Circles Of Why (Without You)       | 2003         | Long Life / Fundamental Recordings           | Greg Murray                                             |
| Flaming June                       | 2003         | Gang Go Music                                | Blank & Jones                                           |
| From Dark To Light                 | 2004         | Gang Go Music                                | Empyreal Sun                                            |
| Mind Of The Wonderful              | 2004         | Gang Go Music                                | Blank & Jones (Relax Edition 1)                         |
| Show You My World                  | 2005         | Long Life / Fundamental Recordings           | Elles de Graaf with Ferry Corsten                       |
| Closer To Me                       | 2005         | Sony BMG                                     | Blank & Jones (Relax Edition 2)                         |
| One Hundred Ways                   | (unreleased) | –                                            | Elles de Graaf feat. Nic Vegter                         |
| Gravity                            | 2005         | Pulsive Media                                | Seraque                                                 |
| Catch                              | 2006         | Kontor Records                               | Blank & Jones                                           |
| Lighthouse                         | 2007         | World Club Music                             | Bobina                                                  |
| Mirror Of My Memory                | 2007         | Sirup Records                                | Priority Q                                              |
| Winds Will Turn                    | 2008         | Shah-Music                                   | Charles McThorn                                         |
| Time & Tide                        | 2009         | World Club Music                             | Bobina                                                  |
| Can’t Sleep                        | 2009         | High Contrast Recordings / Be Yourself Music | Marcel Woods                                            |
| Say 'em To Me Now                  | (unreleased) | –                                            |                                                         |
| So Far Away                        | 2010         | Discover Records                             | Mike Nichol                                             |
| Tears From The Moon                | 2011         | Amsterdam Trance Classics                    |                                                         |
| Fallen                             | 2012         | Amsterdam Trance Classics                    |                                                         |
| Dream In A Dream                   | 2012         | Adrian & Raz Recordings                      | A Situation                                             |
| Everything’s Perfect               | 2012         | Adrian & Raz Recordings                      | Tour de Trance                                          |
| The Long Run                       | 2014         | Amsterdam Trance Records                     | Allen & Envy                                            |
| Shadows (The Sound of without you) | 2014         | Amsterdam Trance Records                     | DJ Feel                                                 |
| Daydreamer                         | 2016         | Amsterdam Trance Records                     | Cold Rush                                               |
| Calm The Night                     | 2016         | Amsterdam Trance Records                     | Alan Morris                                             |
| Distant Hearts                     | 2016         | Raz Nitzan Music                             | Store N Forward                                         |
| As Fears Go By                     | 2016         | Amsterdam Trance Records                     | Mike van Fabio                                          |
| Sunset Kindness                    | 2017         | Amsterdam Trance Records                     | Moonnight                                               |
| Everywhere With You                | 2017         | Amsterdam Trance Records                     | Mhammed El Alami                                        |
| Made Of One                        | 2021         | Amsterdam Trance Records                     | Kaimo K                                                 |